# Klitschko Cup 2021
Klitschko Cup 2021 byl přípravný turnaj o pohár starosty Kyjeva, který nese jméno Vitalije Klička a konal se v ukrajinském hlavním městě Kyjevě v období od 27. do 30. května 2021. Zúčastnily se ho 4 týmy, které hrály v jedné skupině systémem každý s každým. Turnaj vyhrála Ukrajina. V roce 2019 turnaj proběhl v rámci série turnajů s názvem EMF Nations Games. V tomto ročníku byl odehrán již samostatně. V roce 2020 byl turnaj zrušen kvůli pandemii covidu-19. Zúčastnit se ho měli mimo jiné i mistři světa z roku 2019, tým Mexika.

## Stadion
Turnaj se hrál na jednom stadioně v jednom hostitelském městě: Sportovní park (Kyjev).
| Kyjev          |
| -------------- |
| Sportovní park |
| Kyjev          |

## Zápasy
Čas každého zápasu je uveden v lokálním čase.

#### Tabulka
| Tým       | Z | V | R | P | VG | IG | +/− | B |
| --------- | - | - | - | - | -- | -- | --- | - |
| Ukrajina  | 3 | 3 | 0 | 0 | 11 | 3  | +8  | 9 |
| Rumunsko  | 3 | 2 | 0 | 1 | 6  | 6  | 0   | 6 |
| Gruzie    | 3 | 1 | 0 | 2 | 4  | 7  | −3  | 3 |
| Moldavsko | 3 | 0 | 0 | 3 | 3  | 8  | −5  | 0 |

| 28. května 2021 18:00                         |       |                         |                       |
| Ukrajina                                      | 4 : 1 | Gruzie                  | Sportovní park, Kyjev |
| Eugene Shaidyuk 23' Denis Khrul 33', 40', 44' |       | Giorgi Bagalishvili 14' | Sportovní park, Kyjev |

| 28. května 2021 19:30  |       |                                                            |                       |
| Moldavsko              | 1 : 3 | Rumunsko                                                   | Sportovní park, Kyjev |
| Veaceslav Podlisnic 8' |       | Razvan Dumitru Radu 3' Bogdan Miholca 25' Toma Vincene 44' | Sportovní park, Kyjev |

| 29. května 2021 16:00                  |       |        |                       |
| Rumunsko                               | 2 : 0 | Gruzie | Sportovní park, Kyjev |
| Lonut Furtuna 7' Adrian Calugareanu 8' |       |        | Sportovní park, Kyjev |

| 29. května 2021 17:30                  |       |                    |                       |
| Ukrajina                               | 2 : 1 | Moldavsko          | Sportovní park, Kyjev |
| Alexandr Kolesnikov 8' Denis Khrul 38' |       | Serghei Nudnii 11' | Sportovní park, Kyjev |

| 30. května 2021 16:00 |       |                       |                       |
| Moldavsko             | 1 : 1 | Gruzie                | Sportovní park, Kyjev |
| Vladimir Oleinic 32'  |       | Jemal Jaliashvili 17' | Sportovní park, Kyjev |

|                                 |       | Penaltový rozstřel                 |  |
| Daniel Adam Veaceslav Podlisnic | 0 : 2 | Giorgi Bagalishvili Irakli Khuchua |  |

| 30. května 2021 17:30                                                        |       |                   |                       |
| Ukrajina                                                                     | 5 : 1 | Rumunsko          | Sportovní park, Kyjev |
| Sergey Romanovsky 14', 38' Maxim Solonin 24' Denis Khrul 33' Eugene Hare 45' |       | Lonut Furtuna 44' | Sportovní park, Kyjev |